# Ted Naifeh
Compléments
Ted Naifeh est un dessinateur américain de comics, né le 20 juin 1971.
Il est l'auteur entre autres de Courtney Crumrin et de Polly et les Pirates.

## Biographie
Ted Naifeh naît le 20 juin 1971. Son premier travail publié est une adaptation du roman L'Ombre du bourreau de Gene Wolfe publiée par Innovation Comics. Il auto-édite une mini-série intitulée Nicki Shadow créée avec Eric Bunham. Puis il dessine pour Dark Horse Comics The Machine. Il travaille alors aussi pour les autres éditeurs les plus importants Marvel Comics et DC Comics. Au milieu des années 1990, le marché des comics s'effondre et Ted Naifeh travaille dans l'industrie des jeux vidéos. En 1998, il revient aux comics et publie Gloomcookie en auto-édition. Le succès rencontré par cette série l'amène à travailler pour Oni Press où il crée la série Courtney Crumrin. Il crée avec Tristan Cane la mini-série How Loathsome publiée par NBM. Il crée ensuite une nouvelle série Polly et les pirates dans les années 2000.

## Publications
Liste chronologique des parutions en France de Ted Naifeh :
- Star Wars Le côté obscur t.1 - Jango Fett & Zam Wesell - éditeur VF : Delcourt (09/2002) - Le scénario est de Ron Mar et Ted Naifeh ne dessine que la seconde partie consacrée à Zam Wesell.
- Courtney Crumrin t.1 - Courtney Crumrin et les choses de la nuit - éditeur VF : Akileos (10/2004)
- Courtney Crumrin t.2 - Courtney Crumrin et l'assemblée des sorciers - éditeur VF : Akileos (04/2005)
- Courtney Crumrin t.3 - Courtney Crumrin et le royaume de l'ombre - éditeur VF : Akileos (10/2005)
- Courtney Crumrin (hors série) ~ Portrait du sorcier en jeune homme - éditeur VF : Akileos (04/2006)
- Polly et les pirates t.1 - L'héritage de Meg Malloy - éditeur VF : Les Humanoïdes associés (05/2006)
- Polly et les pirates t.2 - La captive du Titania - éditeur VF : Les Humanoïdes associés (08/2006)
- Polly et les pirates t.3 - Le trésor du roi - éditeur VF : Les Humanoïdes associés (10/2006)
- Gloomcookie (1 tome) - éditeur VF : Akileos (10/2006) - Le scénario est l'œuvre de Serena Valentino.
- Courtney Crumrin (l'intégrale des tomes 1 à 3) - éditeur VF : Akileos (01/2007)
- Polly et les pirates t.4 - Le secret du tricorne - éditeur VF : Les Humanoïdes associés (01/2007)
- Polly et les pirates t.5 - L'île aux chimères - éditeur VF : Les Humanoïdes associés (05/2007)
- Polly et les pirates t.6 - Le retour de la reine - éditeur VF : Les Humanoïdes associés (08/2007)
- Mortis Jr t.1 - La rentrée qui tue - éditeur VF : Les Humanoïdes associés (06/2008) - Scénario de Gary Whitta. Titre V.O. : Death Jr.
- Courtney Crumrin t.4 - Courtney Crumrin et les effroyables vacances - éditeur VF : Akileos (10/2008)
- Polly et les pirates (l'intégrale des 6 tomes) - éditeur VF : Les Humanoïdes associés (11/2008)
- Mortis Jr. t.2 - L'été meurtrier - éditeur VF : Les Humanoïdes associés (01/2009), Scénario de Gary Whitta.
- Princesse Ugg t.1 - éditeur VF : Akileos (02/2015)
- Night's Dominion t.1 - éditeur VF : Glénat